# Eutelia incontrictrix
Eutelia incontrictrix là một loài bướm đêm trong họ Noctuidae.